# 上新城 (秋田市)
上新城（かみしんじょう）は秋田県秋田市にある地域名。郵便番号は010-0131他。上新城石名坂、上新城小又、上新城五十丁、上新城白山、上新城中、上新城保多野、上新城道川、上新城湯ノ里で構成される。

## 地理
秋田市北部に位置する。北は金足に、西は下新城に、南は外旭川・濁川・添川に、東は山内・仁別に接している。秋田自動車道と秋田県道41号線秋田昭和線が並行するように南東から北西へ走り、それに交差して秋田県道231号線上新城土崎港線が南西から北東へ走っている。また秋田自動車道の秋田北インターチェンジが上新城道川字五百刈沢の周辺にあり、アクセス路である秋田県道72号秋田北インター線が南南西の外旭川へ向けて走っている。新城川の上流部にあたり、大滝（通称・小又大滝）や道川大滝がある大滝山自然公園などが存在している。

### 河川
- 新城川
  - 白山川
  - 小又川
  - 湯ノ里川
  - 道川

## 歴史
出羽国秋田郡焼岡村(たけおか)の一部として成立したとされる。下新城岩城に岩城館築城後、新しい城ということから新城と呼ばれるようになる。
- 1874年（明治7年） - 五十丁小学校が開校。
- 1889年（明治22年） - 五十丁村、中村、小又村、白山村、保多野村、湯ノ里村、石名坂村、道川村が合併し南秋田郡上新城村が成立。
- 1947年（昭和22年） - 上新城村立上新城中学校が開校。
- 1954年（昭和29年） - 南秋田郡太平村・外旭川村・飯島村・下新城村、河辺郡浜田村・豊岩村・四ツ小屋村・仁井田村・下北手村・上北手村、由利郡下浜村とともに秋田市へ編入される。この時の村勢は、面積52.1平方キロメートル、377戸、人口2410人であった。
- 2011年（平成23年）3月23日 - 秋田市立上新城中学校が閉校。
- 2019年（令和元年）4月 - 秋田市農山村地域活性化センター「さとぴあ」が開館。
- 2022年（令和4年）3月 - 秋田市立上新城小学校が閉校。

## 施設

### 上新城五十丁

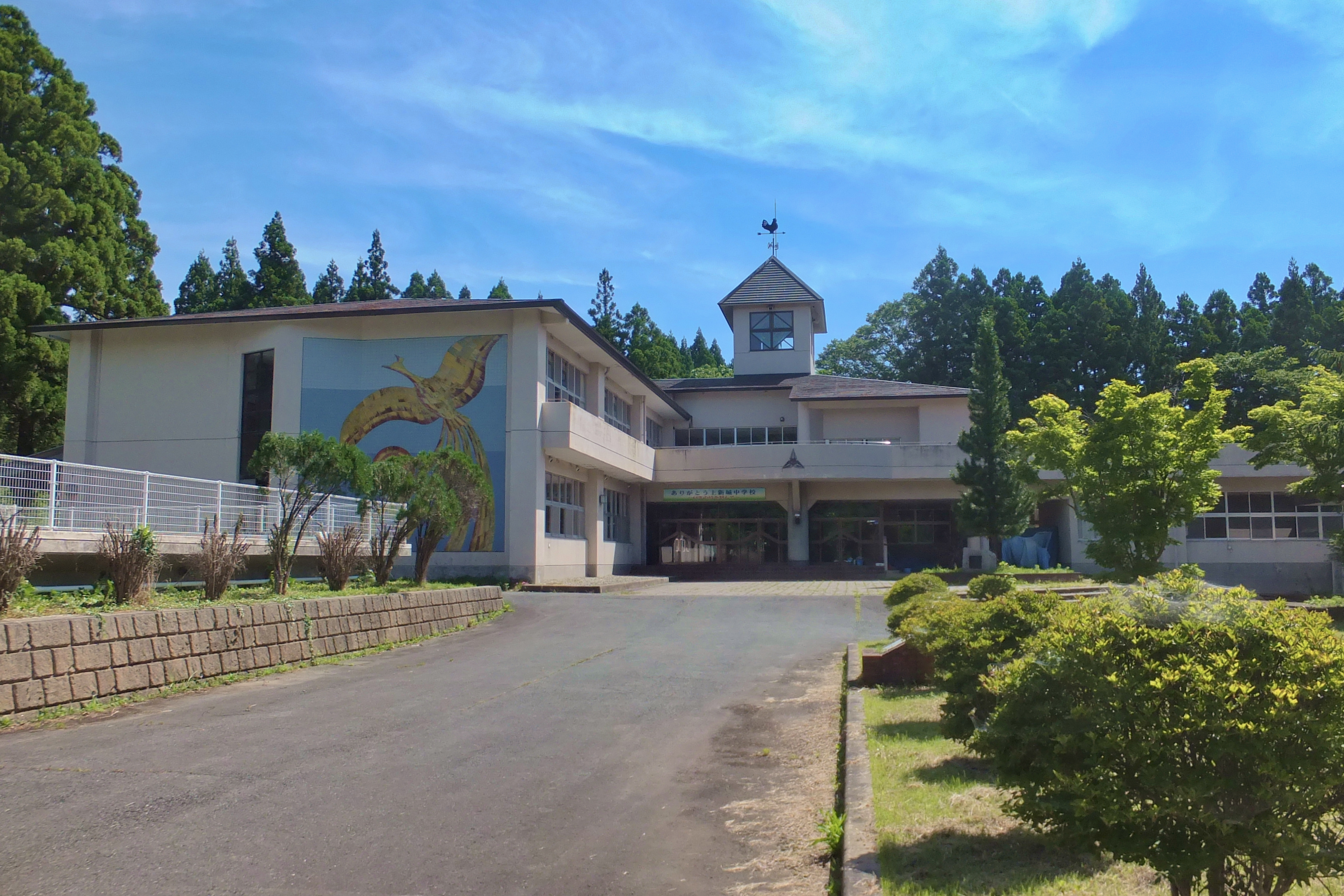
秋田市農山村地域活性化センター「さとぴあ」

- 秋田市農山村地域活性化センター「さとぴあ」
- 秋田市上新城地区コミュニティセンター
- 秋田なまはげ農業協同組合水稲種子センター

### 上新城中

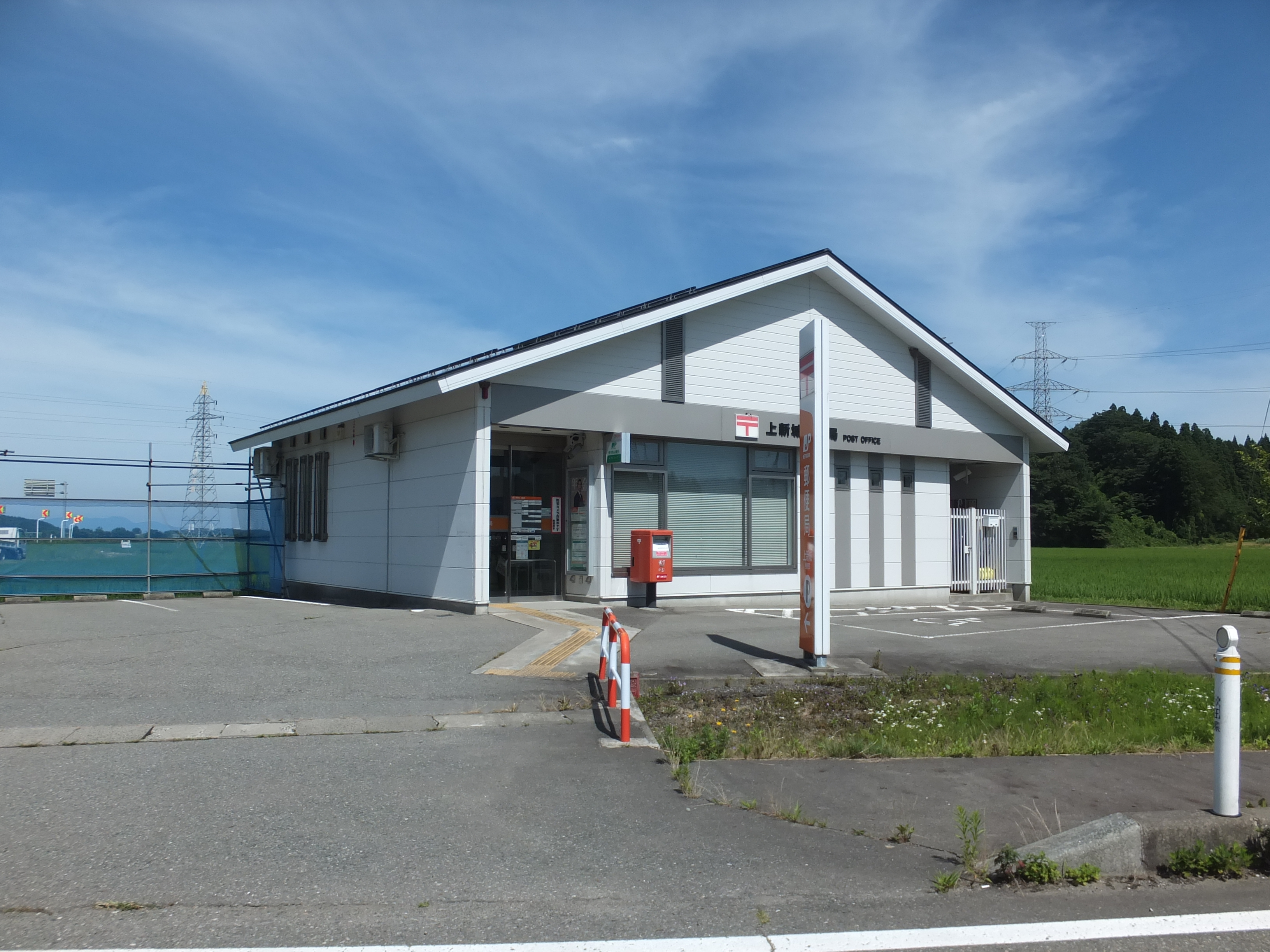
上新城郵便局

- 上新城郵便局
- 須恵沢窯
- ローソン秋田北インター店

### 上新城小又
- 社会福祉法人秋田福祉協会小又の里

### 上新城道川
- 大滝山自然公園
- ドローンフィールドあきた

## 教育

### 学区
全地域が秋田市立飯島南小学校と秋田市立飯島中学校の学区となっている。

### かつてあった施設
- 秋田市立上新城小学校
- 秋田市立上新城中学校（校舎は秋田市農山村地域活性化センター「さとぴあ」になっている）

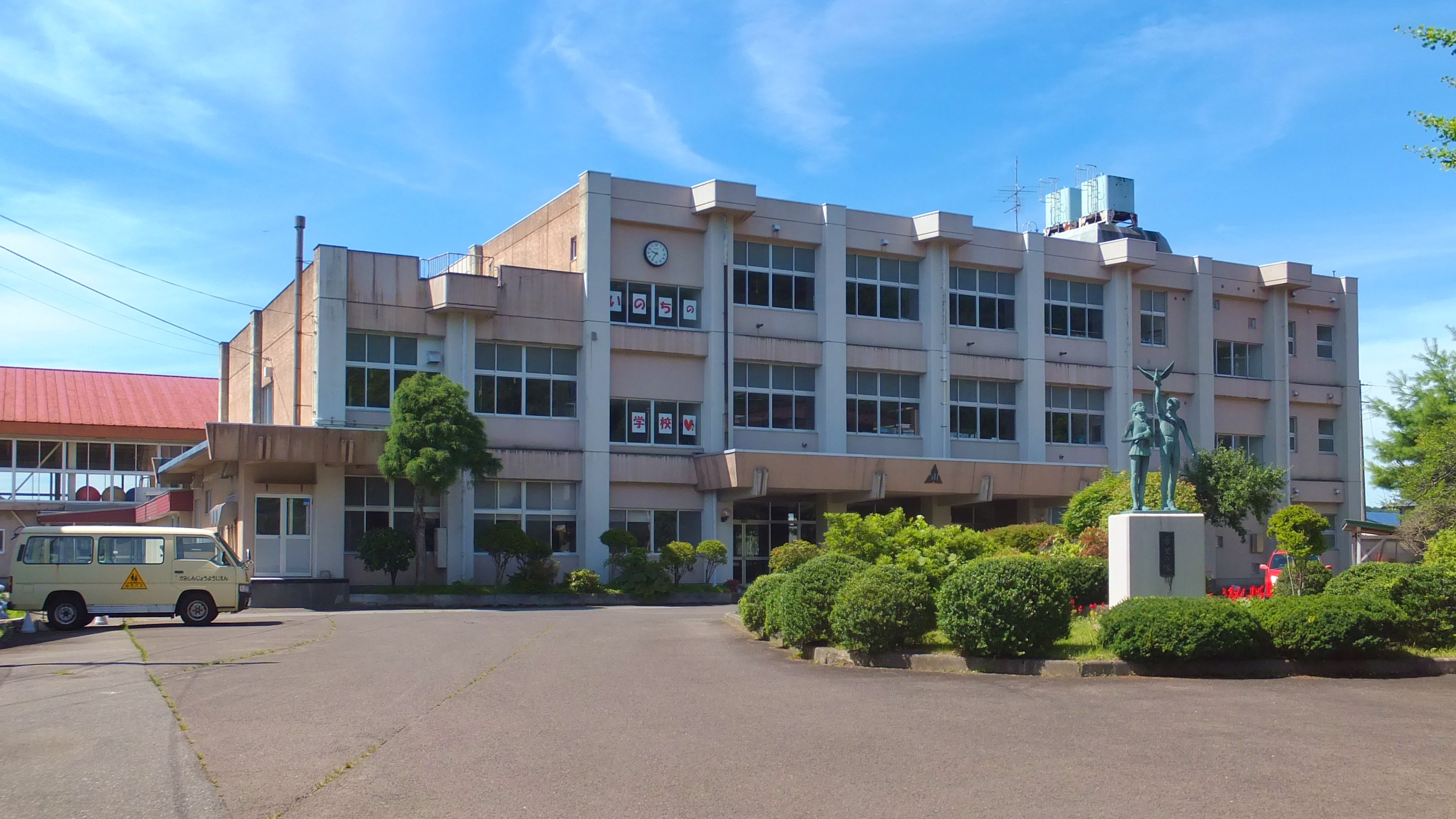
秋田市立上新城小学校

## 交通

### 鉄道
地区内に鉄道は通っていない。最寄り駅は泉菅野二丁目にあるJR東日本奥羽本線の泉外旭川駅、もしくは土崎港中央にあるJR東日本奥羽本線の土崎駅、もしくは飯島道東にあるJR東日本奥羽本線の上飯島駅。

### バス
- キングタクシー
  - 秋田市マイタウン・バス北部線上新城コース（予約式・フリー乗降区間）
    - （飯島） - 谷地入口 - 谷地 - 幸楽園前 - 袖ケ沢 - 中 - 道川入口
      - - （槻木集会所前）
      - - 男鹿田 - 杉崎 - 林崎 - 下道川 - 上道川 - 宮ノ下 - 長田 - あいぜん苑前
      - - 四十石 - さとぴあ前 - 上新城コミセン前 - 五十丁 - 旧上新城小学校前 - 上五十丁 - 保多野
        - - 湯ノ里入口 - 湯ノ里
        - - 石名坂入口 - 石名坂南 - 石名坂北 - 保多野北 - 下小又 - 小又の里前 - 白山入口
          - - 上小又
          - - 白山公民館前

### 道路

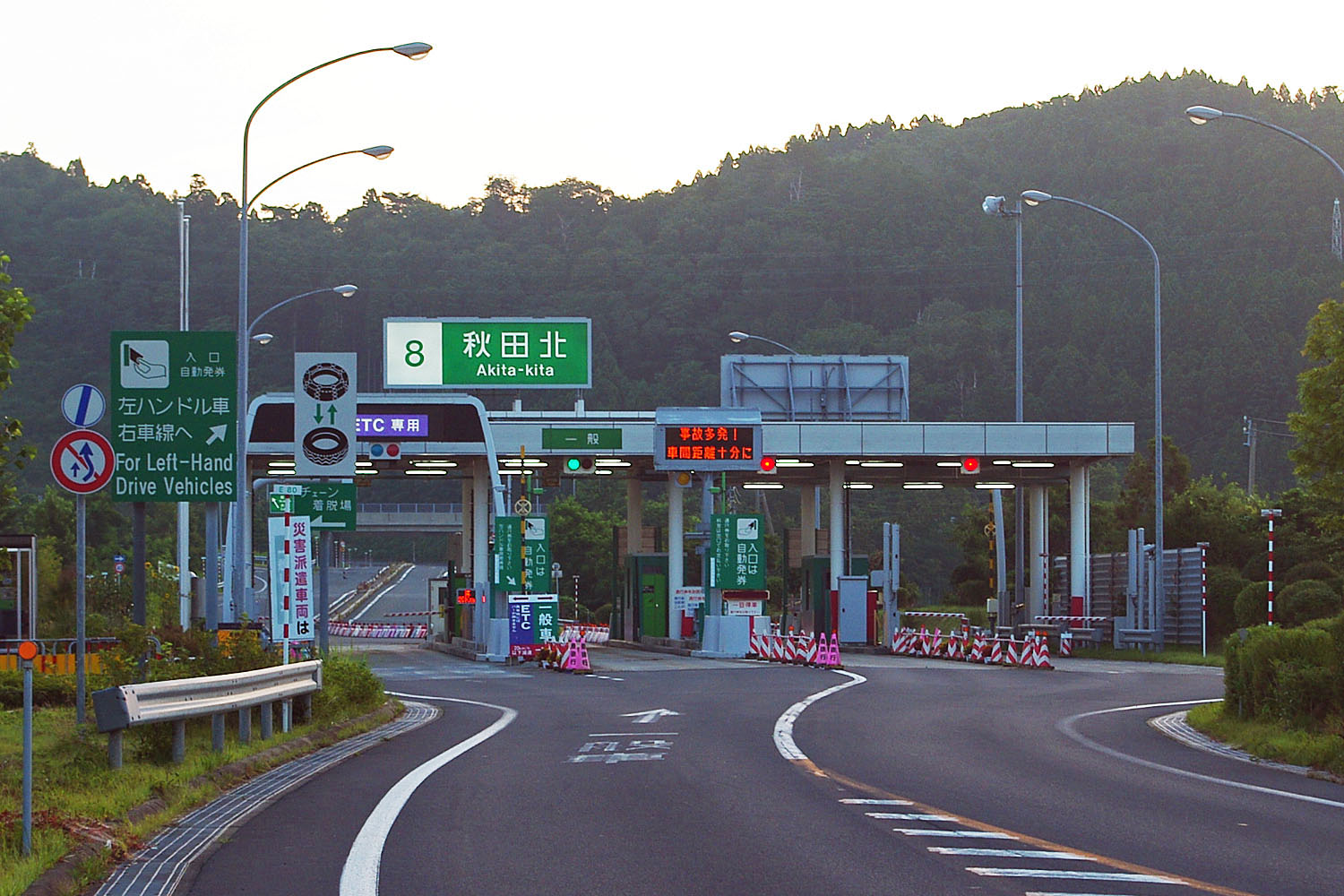
秋田北インターチェンジ

- E7秋田自動車道
  - （8）秋田北IC
- 秋田県道41号秋田昭和線
- 秋田県道72号秋田北インター線
- 秋田県道231号線上新城土崎港線
- 秋田市道外旭川上新城線
- 秋田市道大浜上新城線

## 著名出身者
- 佐藤剛士（元プロ野球選手、広島東洋カープ所属）